# NGC 2971
NGC 2971 je galaksija u zviježđu Malom lavu.

## Vanjske poveznice
- SEDS: NGC 2971